# Maison natale de Pap Pavle
La maison natale de Pap Pavle (en serbe cyrillique : Родна кућа народног хероја Пап Павла у Перлезу ; en serbe latin : Rodna kuća narodnog heroja Pap Pavla u Perlezu) est située à Perlez, dans la province de Voïvodine, sur le territoire de la ville de Zrenjanin et dans le district du Banat central, en Serbie. Elle est inscrite sur la liste des monuments culturels protégés de la république de Serbie (identifiant no SK 1978).

## Présentation
Le héros national Pаp Pavle est né dans cette maison en 1914. Après avoir effectué ses études secondaires au lycée de Novi Sad, il a suivi les cours de la faculté de médecine de l'université de Belgrade ; il a été membre des jeunesses communistes puis membre du comité central du Parti communiste de Yougoslavie. En août 1941, au début de la lutte de libération nationale, il a été arrêté et exécuté.
La maison, de forme allongée, a été construite en en briques et dispose d'un toit à pignon recouvert de tuiles. Située à l'angle de deux rues, sa façade principale est dotée de quatre fenêtres ; un fronton de style baroque est rythmé de bandes lombardes peu profondes, tandis que quatre pilastres rythment aussi le rez-de-chaussée de cette façade et soutiennent une corniche qui court au-dessous du toit.
La maison a conservé son aspect d'origine. Des travaux de restauration ont été réalisés sur l'édifice en 2015.